# Bolteniopsis perlucidus
Bolteniopsis perlucidus är en sjöpungsart som beskrevs av Monniot 1985. Bolteniopsis perlucidus ingår i släktet Bolteniopsis och familjen lädermantlade sjöpungar.
Artens utbredningsområde är Indiska oceanen. Inga underarter finns listade.